# Прованський маркізат
Прованський маркізат (давньофр. Marquesat de Provensa) — феодальне володіння зі столицею в місті Авіньйон, що існувало в 1125—1274 роках. Його територія розміщувалось східніше від річки Рона та північніше від річки Дюранс на території сучасної Франції. Прованський маркізат був утворений у 1125 році внаслідок поділу Прованського графства на дві частини між конкуруючими володарями з Тулузького і Барселонського домів.

## Історія

Маркізат Прованс у 1180 році, володіння графів Тулузьких.

В 972 році під час перетину альпійського перевалу абат Клюні Майель був захоплений в полон сарацинами, що здійснюали черговий рейд з Фраксінету, їхньої довгострокової бази на території південного Провансу. Графи Прованські, брати Вільгельм і Ротбальд, за допомогою прованських феодалів і Ардуїна Глабера, маркграфа Туринського, змогли перемогти маврів і остаточно вигнати їх з Провансу. Ця операція дозволила Вільгельму отримати фактичний сюзеренітет над Провансом і у 975 році отримати титул маркіза. Столицею маркізату став Арль. Тим не менш, титул маркіза став простим достоїнством, що передавася між нащадками Вільгельма і Ротбальда, але не відповідав статусу феодального лену, заснованому як маркізат (маркграфство).
У 1019 році графиня Прованська Емма вийшла заміж за Вільгельма Тайлефера, графа Тулузького, передавши права нащадків Ротбальда Тулузькому дому. Титул маркіза Прованського остаточно перейшов до цього дому з 1093 року. У 1112 році Дус Прованська, спадкоємиця прав лінії Вільгельма, в свою чергу вийшла заміж за Рамона-Беренгара III, графа Барселонського, який став Рамоном-Беренгаром I Прованським. Таким чином тулузька і барселонська династії увійшли в конфлікт через маркізат. У 1125 році між Раймондом-Беренгаром та Альфонсом-Журденом Тулузським було укладено договір, відповідно до якого територія Прованського графства поділялась на дві частини по річці Дюранс: Прованський маркізат під владою Тулузького дому на північ від річки та Прованське графство під владою Барселонського дому на південь від річки.
Феодальними володіннями в складі Прованського маркізату були:
- Венессенське графство: південна частина маркізату, яке з 1274 року отримало назву Комта-Венессен;
- Оранське князівство: васальний домен до 1181 року, коли він був заснований як князівство;
- Графство Валентинуа (Valentinois) та Ді або Діуа (Diois): васальний домен до 1189 року.

Після Альбігойського хрестового походу Раймонду VII Тулузькому був нав'язаний договір у Мо-Парі (1229). Це призвело до втрати графами Тулузи своїх володінь уздовж Рони: території на захід від річки перейшли королю Франції, а території, розташовані на схід (Прованський маркізат) мали перейти до папства. Однак маркізат залишився за графами Тулузькими, оскільки Французьке королівство не бажало, щоб це володіння переходило до церкви. Лише після смерті Альфонсо Пуатевінського в 1271 році, маркізат також перейшов до короля Франції Філіпа III, який у 1274 році поступився ним папі Григорію X, який створив на його території папське володіння Комта-Венесен.